# 北菱電興
北菱電興株式会社（ほくりょうでんこう、英: HOKURYO DENKO Co.,Ltd.）は石川県金沢市に本社を置く電気・電子機器の販売、各種制御システム・電子機器の開発・製造、および建築設備工事の設計・施工を行う総合商社である。
三菱電機の代理店となっている。

## 沿革
- 1947年1月20日 - 会社設立（資本金18万円）
- 1947年10月 - 富山支店開設
- 1965年1月 - 金沢市尾張町に本社移転
- 1969年8月 - 福井営業所開設（後に福井支店に組織変更）
- 1972年4月 - 金石工場開設（現在は流通センター）
- 1980年12月 - 資本金を1億円に増資
- 1984年11月 - 本社を現在地（金沢市古府）に移転
- 1988年4月 - 開発センターを白山市(旧 松任市)旭丘に新築移転
- 1991年1月 - 流通センター新築
- 1991年3月 - 富山支店を富山市願海寺に新築移転
- 1995年9月 - メディアポート新築
- 1996年5月 - 福井支店を現在地（福井市南四ツ居）に開設
- 1999年3月 - ISO 9001取得
- 2002年4月 - ISO 14001取得
- 2010年6月 - 東京営業所開設
- 2013年11月 - いなほ工場新築、流通センター新築移転
- 2014年4月 - 練馬営業所を開設
- 2015年3月 - 東京・練馬営業所を統合・移転
- 2017年1月 - 滋賀営業所を開設
- 2020年4月 - 福井支店を移転
- 2022年12月 - 滋賀営業所を移転
- 2025年4月 - 富山支店を現在地(富山市古沢)に新築移転

## 主な事業内容
- 電気・電子機器ならびに関連システムなどの販売
  - 電気・電子機器の販売、及び、産業システムの企画・設計・販売
  - 制御システム、FAシステム、メカトロシステムなどの構築
  - ITシステムの企画・設計・販売、映像システム、通信システムなどの構築
  - 半導体・集積回路の販売
- 各種制御システム・電子機器の開発・製造
  - 各種制御機器、コンピュータ関連及び周辺機器、CATV関連機器などの開発・製造
  - ホテル業務トータルシステムの開発
  - 和楽器事業
- 建築設備工事の設計・施工
  - 環境システムの企画・設計・販売
  - ビル管理システム、昇降設備システム、空調・給排水衛生設備工事の設計・施工
  - 電気設備工事・電気通信工事の設計・施工
- アグリ事業

## 事業所
- 本社：石川県金沢市古府3丁目12番地（郵便番号 920-0362）
- 支店：富山支店（富山県富山市）、福井支店（福井県福井市）
- 営業所：滋賀営業所（滋賀県大津市）、東京営業所（東京都練馬区）、白山営業所（石川県白山市）、小松営業所（石川県小松市）
- その他：いなほ工場（石川県金沢市）、流通センター（石川県金沢市）、開発センター（石川県白山市）

## 関連企業
- 株式会社ホクリョーリード
- 富山ホクリョー株式会社
- 菱栄電機株式会社
- 台湾北菱股份有限公司